# Der geschmiedete Himmel – Die weite Welt im Herzen Europas vor 3600 Jahren

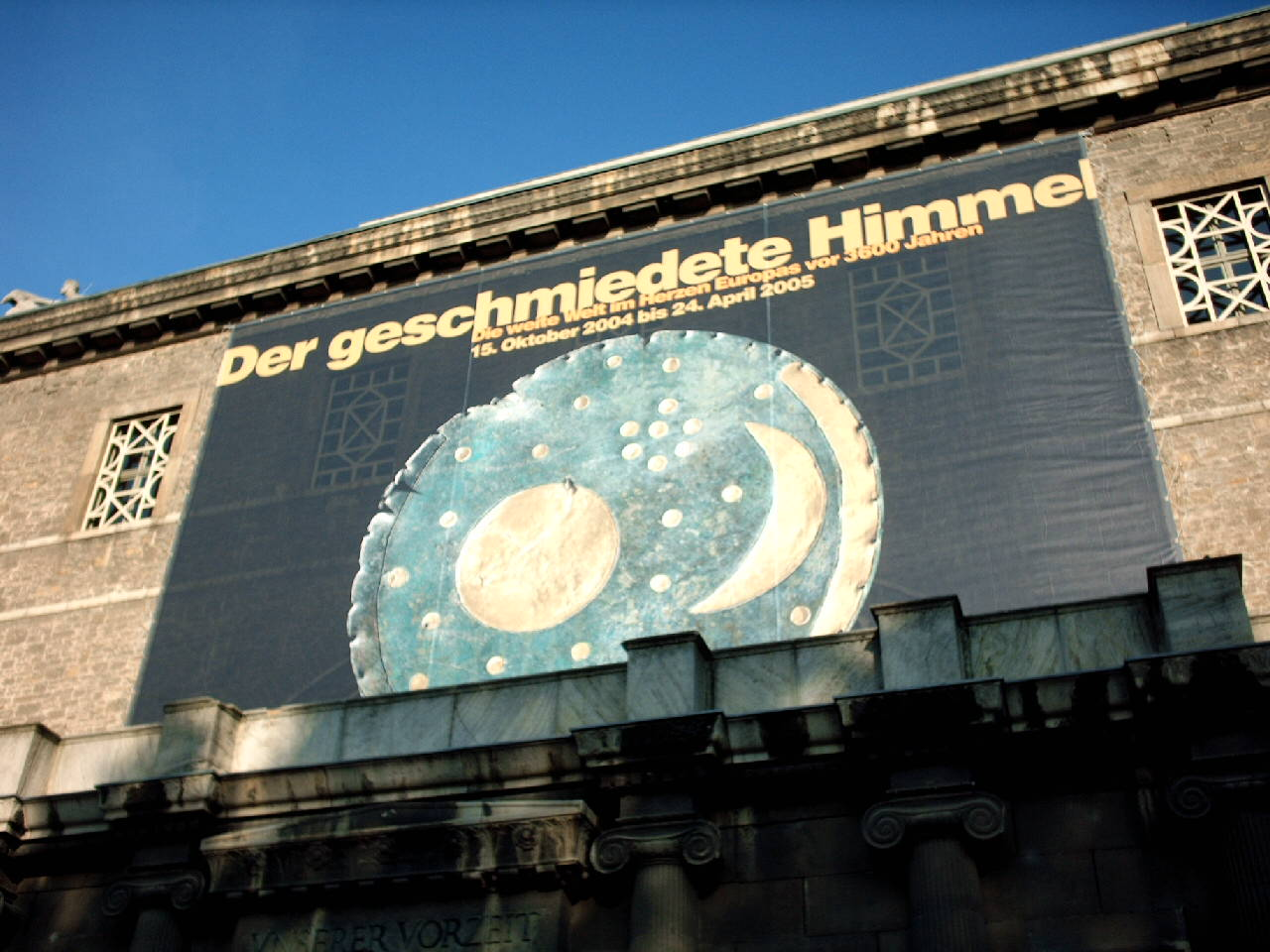
Ausstellungsplakat am Landesmuseum für Vorgeschichte in Halle

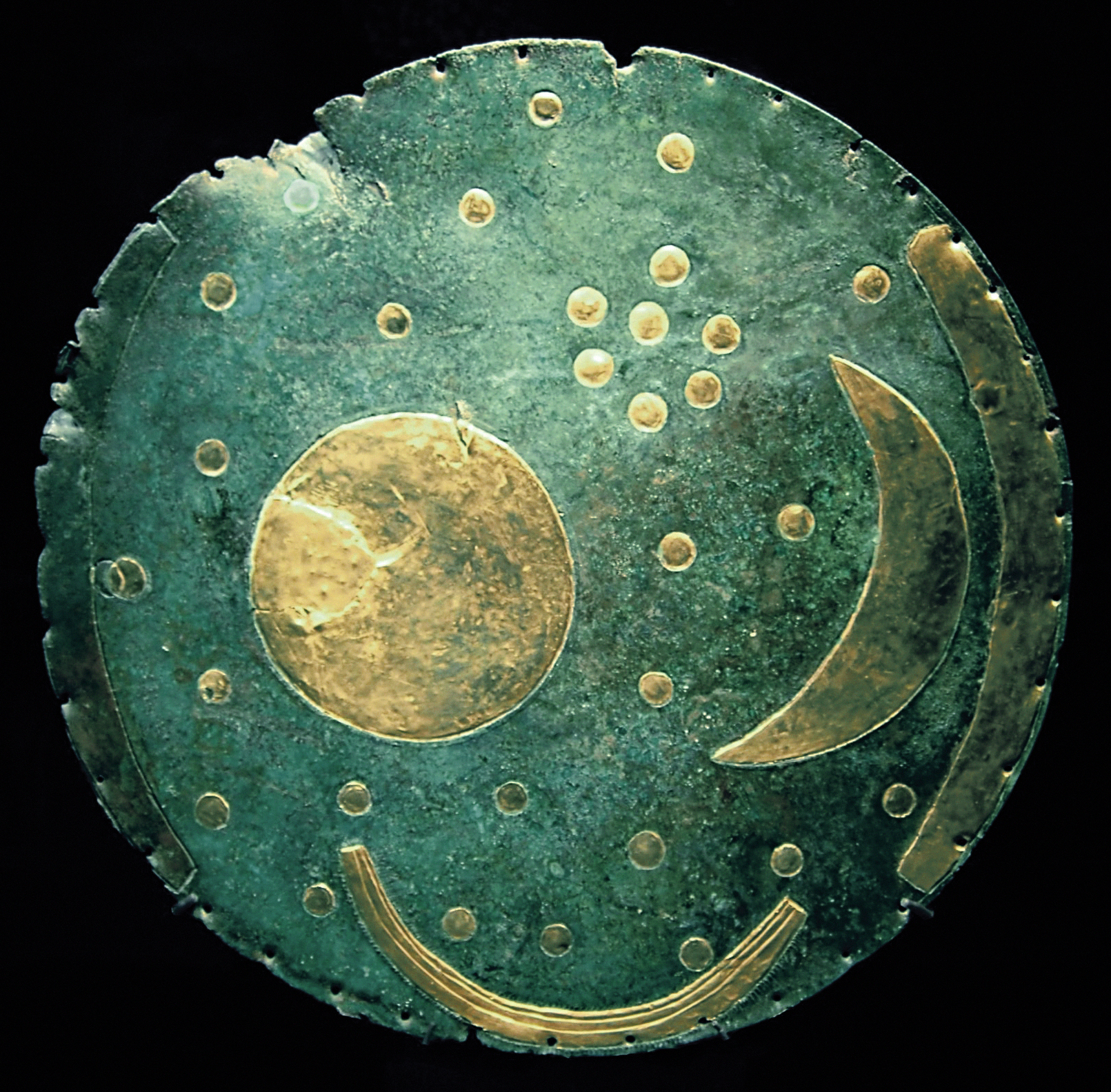
Die Himmelsscheibe von Nebra

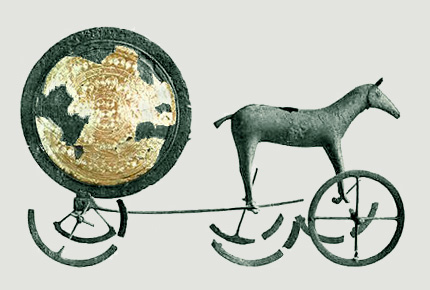
Der Sonnenwagen von Trundholm

Der geschmiedete Himmel – Die weite Welt im Herzen Europas vor 3600 Jahren war die fünfte Landesausstellung Sachsen-Anhalt. Zwischen 2004 und 2006 war sie in Halle, Kopenhagen und Mannheim zu sehen.

## Thema und Konzeption
Im Zentrum standen die Himmelsscheibe von Nebra und der Sonnenwagen von Trundholm. Inspiriert von der Darstellung auf der Himmelsscheibe war der Mittelpunkt der Ausstellung als Barke am Nachthimmel gestaltet, auf der sowohl die Himmelsscheibe als auch der Sonnenwagen präsentiert wurden. Rund 1.600 weitere Fundstücke aus Deutschland, Dänemark, Frankreich, Griechenland, Großbritannien, Irland, Italien, dem Libanon, den Niederlanden, Österreich, Polen, Portugal, Rumänien, Schweden, der Schweiz, Spanien, Tschechien und Ungarn wurden in der Ausstellung gezeigt. Mit einem Schwerpunkt auf der Aunjetitzer Kultur, der die Himmelsscheibe von Nebra entstammt, widmete sich die Ausstellung Fragen des europaweiten Austauschs und Handels in der frühen Bronzezeit, Mythen und Ritualen, der bronzezeitlichen Metallurgie und der Archäoastronomie. Ein Teil der Ausstellung beschäftigte sich mit der Auffindungsgeschichte der Himmelsscheibe (siehe Himmelsscheibe von Nebra#Entdeckungs- und Forschungsgeschichte) und ihrer Restaurierung und archäometrischen Untersuchung.

## Organisation und wissenschaftliche Betreuung
Die Ausstellung entstand aus einer Kooperation des Landesmuseums für Vorgeschichte in Halle und des Dänischen Nationalmuseums. Regine Maraszek konzipierte die Ausstellung unter der wissenschaftlichen Leitung des Landesarchäologen von Sachsen-Anhalt, Harald Meller.
Der wissenschaftliche Beirat bestand aus François Bertemes, Florian Innerhofer, Flemming Kaul, Christoph Sommerfeld und Bernd Zich. Die Ausstellung stand unter der Schirmherrschaft des damaligen Ministerpräsidenten Sachsen-Anhalts, Wolfgang Böhmer.
Die Ausstellung war vom 15. Oktober 2004 bis zum 24. April 2005 in Halle, vom 1. Juli bis zum 22. Oktober 2005 in Kopenhagen und vom 4. März bis zum 9. Juli 2006 in den Reiss-Engelhorn-Museen in Mannheim zu sehen. In leicht abgewandelter Form wurde sie vom 9. November 2005 bis zum 5. Februar 2006 im Naturhistorischen Museum Wien und vom 29. September 2006 bis zum 25. Februar 2007 im Historischen Museum Basel gezeigt.